# Steffen Højer
Steffen Højer (* 22. Mai 1973) ist ein ehemaliger dänischer Fußballspieler. Der Stürmer, der 1996 zu einem Länderspieleinsatz für die dänische Nationalmannschaft kam, gewann einmal den dänischen Meistertitel. Zwischen 2004 und 2006 war er dreimal in Folge Torschützenkönig der dänischen Superliga, in der er in 339 Spielen auflief und dabei 125 Tore erzielte.

## Werdegang
Højer debütierte 1992 für seinen Heimatverein Viborg FF in der zweitklassigen 1. Division, mit dem er im Sommer einen Aufstiegsplatz zur Superliga belegte. In der Herbstrunde der Superliga-Spielzeit 1993/94 stand er in sieben der 18 Saisonspiele auf dem Feld, blieb aber ohne Torerfolg und stieg mit der Mannschaft um Leif Nielsen, Søren Frederiksen, Claus Struck und Dennis Hansen direkt wieder ab. Im Sommer 1995 stieg er mit dem Klub wieder in die höchste Spielklasse auf, mit 16 Saisontoren in der Spielzeit 1995/96 war er dabei einer der Garanten für den Klassenerhalt und platzierte sich gleichauf mit Per Pedersen als Zweiter in der Torschützenliste der Meisterschaft hinter Thomas Thorninger vom Vizemeister Aarhus GF. Dies brachte ihm eine Nominierung von Auswahltrainer Bo Johansson für die Nationalmannschaft ein, kurz nach Beginn der folgenden Spielzeit kam er beim 1:0-Erfolg über Schweden am 14. August 1996 als Einwechselspieler für Peter Møller zu einem zehnminütigen Kurzeinsatz.
Kurz zuvor war Højer innerhalb der Superliga zu Aalborg BK gewechselt. Hier bildete er insbesondere mit Søren Frederiksen und Søren Andersen in den folgenden Jahren den Angriff. Nach Plätzen im mittleren Tabellenbereich gewann der Klub in der Spielzeit 1998/99 unter dem schwedischen Trainer Hans Backe den Meistertitel. Trotz einer rückläufigen Trefferquote im Saisonverlauf hatte er international auf sich aufmerksam gemacht und wurde vom italienischen Klub Brescia Calcio ab Sommer 1999 verpflichtet. Daraufhin verlieh ihn sein bisheriger Klub ab Anfang April zu seinem alten Klub Viborg FF, für den er bis zu einer Knieverletzung in vier Spielen bis zum Saisonende ein Tor erzielte.
Aufgrund der Knieverletzung verpasste Højer den Saisonauftakt in Italien, so dass er sich als Ersatzspieler wiederfand. Nach einem halben Jahr ohne Spieleinsatz kehrte er nach Dänemark zurück, wo er sich dem Zweitligisten FC Midtjylland anschloss. Mit drei Toren in neun Spielen verhalf er dem Klub am Saisonende zum Aufstieg in die Superliga. Selbst wechselte er jedoch erneut zu seinem Heimatverein Viborg FF, wo er erneut mit Søren Frederiksen das Sturmduo bildete und in der Spielzeit 2000/01 elf Tore erzielte. Unter Trainer Søren Kusk rückte er jedoch in der folgenden Spielzeit vermehrt ins Mittelfeld, hierunter litt auch seine Trefferquote.
Im Winter 2003 wechselte Højer, dessen letzter Ligatreffer seinerzeit vom Ende August 2001 datierte, innerhalb der Superliga zu Odense BK. Dort agierte er wieder als Sturmspitze und war direkt in seinem ersten Ligaspieleinsatz für den neuen Klub als Torschütze erfolgreich, als er den 2:0-Heimspielerfolg gegen den FC Kopenhagen mit dem Führungstreffer einläutete. Bis zum Saisonende erzielte er in 15 Saisonspielen für Odense BK acht Treffer. Diese Quote hielt er in den folgenden Jahren: Während er in der Spielzeit 2003/04 mit 19 Toren – gleichauf mit seinem Mannschaftskameraden Mwape Miti, Mohamed Zidan vom FC Midtjylland und mit Tommy Bechmann von Esbjerg fB – in 31 Spielen Torschützenkönig der höchsten dänischen Spielklasse wurde, gelang ihm die in der Spielzeit 2004/05 mit 20 Toren in 33 Spielen und in der Spielzeit 2005/06 mit 16 Treffern in 31 Partien. Dabei war er im Sommer 2005 abermals zu Viborg FF zurückgekehrt, wo er Ende 2007 seine aktive Laufbahn beendete und ins Management wechselte.
Nach der Entlassung von Lars Søndergaard als Cheftrainer bei Viborg FF Ende November 2010 übernahm Sportchef Højer gemeinsam mit seinem ehemaligen Spielkameraden Søren Frederiksen bis zum Ende der Spielzeit 2010/11 das Traineramt. Anschließend kehrte er ins Management zurück, verließ den Klub aber im Sommer 2012. Im Sommer 2013 kehrte er als Nachwuchstrainer erneut zum Verein zurück.